# Даугавпілський район
Даугавпілський край (латис. Daugavpils novads) — колишня адміністративно-територіальна одиниця Латвії в регіоні Латгалія. Межував з Єкабпілським, Прейльським, Краславським районами Латвії, Литвою та Білоруссю.
Адміністративний центр району — місто Даугавпілс (яке саме до складу району не входило).
Площа району — 2 525 км².
В результаті адміністративно-територіальної реформи 31 грудня 1949 року Даугавпілський округ був розділений на Даугавпілський, Крустпілський, Лівянський та Прейський райони. У 1952–1953 роках Даугавпілський район входив до складу Даугавпілського округу. У 1956 році до Даугавпілського району було приєднано ліквідований у 1955 році Гривський район, який короткий час входив до складу Ілукського району. У 1962 році до Даугавпілського району було приєднано також решту Ілукського району. Зараз ― Аугшдаугавський край.